# IIFA Award/Beste Stuntregie
Die Gewinner des IIFA Best Action Award waren:
| Jahr | Gewinner                           | Film            | Deutscher Titel                             |
| ---- | ---------------------------------- | --------------- | ------------------------------------------- |
| 2005 | Allan Amin                         | Dhoom           | Dhoom! – Die Jagd beginnt                   |
| 2006 | Allan Amin                         | Dus             | Dus                                         |
| 2007 | Tony Ching Siu-tung, Shyam Kaushal | Krrish          | Krrish, der Sternenheld                     |
| 2008 |                                    |                 |                                             |
| 2009 |                                    |                 |                                             |
| 2010 |                                    |                 |                                             |
| 2011 |                                    |                 |                                             |
| 2012 |                                    |                 |                                             |
| 2013 |                                    |                 |                                             |
| 2014 |                                    |                 |                                             |
| 2015 |                                    |                 |                                             |
| 2016 | Sham Kaushal                       | Bajirao Mastani | Bajirao & Mastani – Eine unsterbliche Liebe |